# لاپورته (کلرادو)
لاپورته (به انگلیسی: Laporte) یک منطقهٔ مسکونی در ایالات متحده آمریکا است که در Larimer County واقع شده‌است. لاپورته ۱۵٫۹ کیلومتر مربع مساحت و ۲٬۶۹۱ نفر جمعیت دارد و ۱٬۵۳۰ متر بالاتر از سطح دریا واقع شده‌است.